# Dichotomie

Een voorbeeld van dichotomie

Een dichotomie is de opdeling in twee niet-overlappende structuren of begrippen. Een opdeling in meer dan twee niet-overlappende structuren of begrippen is een polytomie. Dichotomie is een vorm van polychotomie.
De term komt van het Griekse dichotomia, dat tweedeling betekent. De term wordt in uiteenlopende wetenschapsgebieden gebruikt, waaronder de filosofie, sociologie, politicologie en wiskunde. 
In de biologie zijn bij een dichotomie of dichotome vertakking beide takken van gelijke grootte; bij een anisotomie zijn de takken van ongelijke grootte.
In sommige disciplines, waaronder de bedrijfswetenschappen, is de praktijk van het combineren van verschillende dichotomieën populair. Door twee dichotomieën te combineren ontstaat een 2 bij 2 matrix, zoals gehanteerd in de BCG-matrix. Een voorbeeld van een combinatie van drie dichotomieën is het driedichotomieënmodel van de marketing.